# Улица Райскума (Рига)
Улица Ра́йскума (латыш. Raiskuma iela) находится в Видземском предместье города Риги, в историческом районе Тейка. Начинается от улицы Ропажу, у её слияния с Бривибас гатве, пролегает в северном направлении и заканчивается перекрёстком с улицей Берзпилс у железнодорожной линии Рига — Лугажи. С другими улицами не пересекается.
Проложена в середине XX века; отделяет жилую застройку Тейки от территории бывшего завода «Альфа».
Названа в честь волостного центра Райскумс в Цесисском крае Латвии. Переименований улицы не было.

## Транспорт
Длина улицы Райскума составляет 139 метров. На всём протяжении имеется асфальтовое покрытие, разрешено движение в обоих направлениях. В створе улицы сооружён надземный пешеходный переход через Бривибас гатве.
Общественный транспорт по улице не курсирует, но на улице Ропажу и Бривибас гатве расположены остановки «Alfa», обеспечивающие сообщение всеми видами городского транспорта с центром, Юглой, Плявниеками, Агенскалнсом, Зиепниеккалнсом, Имантой и другими районами.
В противоположном конце улицы на железнодорожной линии Рига — Лугажи планируется сооружение нового остановочного пункта для пригородных поездов (рабочий вариант названия — «Alfa», также предложены названия «Šmerlis» и другие).

## Застройка
Чётная сторона улицы Райскума относится к заводской территории, огороженной забором. Нечётная сторона застроена двухэтажными домами, характерными для начала — середины 1950-х годов.
- Дом № 1 — административное здание «Veselības centrs» (с латыш. — «Центр здоровья»), занимаемое различными предприятиями и учреждениями, преимущественно медицинского профиля[6].
- Дом № 3 — многоквартирный 2-этажный жилой дом (1955).